# Isaia di Costantinopoli
Gesaia (traslitterato in altri casi come Isaia, Esaia o Geaia; XIII secolo – 13 maggio 1332) è stato un arcivescovo ortodosso bizantino, che ha ricoperto la carica di Patriarca ecumenico di Costantinopoli tra il 1323 e il 1332.
L'imperatore bizantino Andronico II Paleologo fece confinare Gesaia nella sezione del monastero della scuola Magnaura di Costantinopoli nel 1327, probabilmente a causa del sostegno del Patriarca al nipote dell'imperatore, Andronico III Paleologo durante la guerra civile del 1321-1328. Al rovesciamento di Andronico II da parte di suo nipote il 23 (o 24) maggio 1328, una delegazione fu inviata al monastero per recuperare Gesaia. Sulla via del ritorno a palazzo, Gesaia fu scortato non dai soliti ecclesiastici, ma da una troupe di musicisti, ragazze danzanti e comici, uno dei quali lo avrebbe fatto ridere così tanto da farlo quasi cadere da cavallo.